# Elena Dendeberova
Elena Dendeberova, née le 4 mai 1969, est une ancienne nageuse soviétique spécialiste du quatre nages.

## Carrière
Lors des Jeux olympiques d'été de 1988 à Séoul, elle remporte la médaille d'argent sur le 200 m 4 nages derrière l'Allemande Daniela Hunger. Elle est également 4e du 400 m 4 nages et 5e du 4 × 100 m 4 nages.
Actuellement, elle travaille comme entraîneur à l’école spécialisée des sports pour enfants et jeunes « Ekran »  (Saint-Pétersbourg). Parmi ses élèves figurent de nombreux champions et détenteurs de records mondiaux,   européens et  russes, notamment Miron Lifintsev (en) et Egor Kornev (en).

## Palmarès

### Championnats d'Europe
- Championnats d'Europe 1985 à Sofia (Bulgarie) :
  -  Médaille d'argent du relais 4 × 100 m 4 nages ;
  -  Médaille de bronze du 400 m nage libre.
- Championnats d'Europe 1987 à Schiltigheim (France) :
  -  Médaille d'argent du 400 m 4 nages.

## Vie privée
Elle est la femme du nageur Viktor Kuznetsov.